# 육신합체 갓마즈
육신합체 갓마즈는 1981년에 일본에서 도쿄무비신사가 제작한 로봇 애니메이션이다. 1981년 10월 2일부터 1982년 12월 24일까지 일본 니혼 TV에서 방영했으며 총 64부작으로 방영되었다. 1988년에 OVA 17세의 전설이 나오기도 했으며 이 작품을 제작한 도쿄무비신사는 후일에 북미측의 요청으로 북미의 취향에 맞춘 마이티 오봇츠라는 애니메이션를 제작하기도 하였다. 대한민국에선 1980년대에 동양비디오로 출시된 고드마르스란 제목으로 널리 알려지며 방영했으며 MBC에서 1994년 5월 5일에 어린이날 특집, 1996년 2월 18일에 설날 특집으로 우주전사 마르스란 제목으로 방영하기도 하였다.

## 육신합체 갓마즈의 등장인물
육신합체 갓마즈의 등장인물은 다음과 같다.

### 크래셔대
- .묘진 타게루

- .아스카 켄지

- .키소 아카라

- .후유가 미카

- .이쥬인 나오토

- .아카시 나미다

- .오오츠카 장관

### 기신성간 제국군
- .마그

- .즈루 황제

- .로제

- .와르

- .사구르

- .창 우페이

### 마르메로성
- .플로레

- .갓슈

- .기론

- .백토르

- .시킬

- .아모

### 게슈탈트
- . 게슈탈트의 6인

### 로봇

#### 갓마즈
- .코스모크래셔

- .바르바라

- .그루다

- .가니메데스

- .제론

- .로봇 가이아

- .스핑크스

- .우라누스

- .타이탄

- .신

- .라

- .합체전사 갓마즈

#### 기신성편
- .바르바라

- .기라라

- .그루다

- .사이클론

- .버스트

- .바기바기

- .콜갓치

- .그루그루

- .지진

- .바큠

- .판도라

- .존데

- .즈루 황제

- .고안다

- .마그 대형사령선

- .단도크

- .가니메데스

- .로젯톤

- .란도라

- .제론

- .이그람

- .로제무

- .지론드

- .규르타크스

- .사구르 소형사령선

- .와르 대형사령선

- .갼도라

### 마루메로편의 메카들
- .에스퍼 로보 카리야어태커/빅파이터

- .에스퍼 로보 델몬스터

- .에스퍼 로보 롯사이더

- .에스퍼 로보 마르라스

- .에스퍼 로보 스케리안/데스트브라이안

- .에스퍼 로보 림스트론

- .에스퍼 로보 키르샤

- .에스퍼 로보 그라돈

- .에스퍼 로보 스큐스와르

- .가짜 갓마즈

- .에스퍼 로보 도르콘

- .에스퍼 로보 고룸

- .에스퍼 로보 소돈

- .에스퍼 로보 노스레이

- .자력포

- .에스퍼 로보 다르마크

- .에스퍼 로보 바그스타

#### 지구편
- .다이다로스

- .만티스터

- .브리잠

- .안콘

- .론큔

- .밧플

- .갸미라드

- .아이온

- .버프론

- .모노게론

- .사라마드라

- .제드파이너

## 같이 보기
- 철인 28호 FX
- 마이티 오봇츠
- 도쿄무비신사